# Christian Jahl

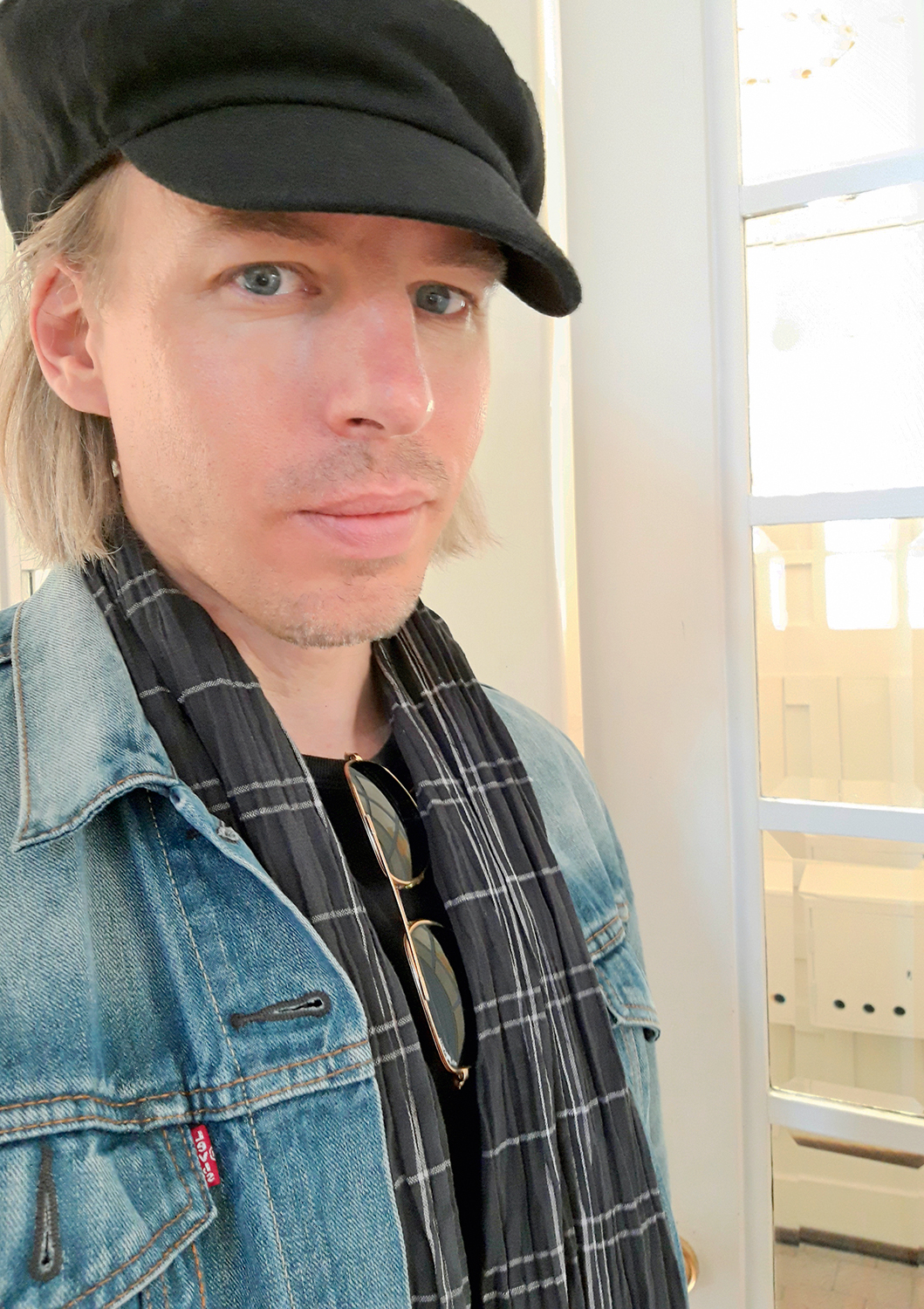
Christian Jahl (2020)

Christian Jahl (* 8. Dezember 1972 in Düsseldorf) ist ein deutscher Musiker, Schriftsteller und Songwriter.

## Leben und Wirken
Schon während des Studiums an der Universität zu Köln, an der er den akademischen Grad eines Magisters der Musikwissenschaften erlangt hat, veröffentlichte er 1999 erste Gedichte beim Martin Werhand Verlag in der Anthologie Junge Lyrik. 2002 folgte ein historischer Bildband über die Stadt Meerbusch, in der er sein Abitur am Städtischen Meerbusch-Gymnasium gemacht hatte. 2003 brachte er als Autor eine musikwissenschaftliche Betrachtung der Musik des britischen Rockmusikers Sting mit dem Titel Sting – Die Musik eines Rockstars heraus. Im Dezember 2015 erschien sein erster eigener Gedichtband Großstadtsommer in der Reihe 100 Gedichte im Martin Werhand Verlag. Seine zweite Lyrikpublikation erschien ein Jahr später unter dem Namen Zeitungsstand in der Reihe 50 Gedichte im selben Verlag.
Als gelernter Gitarrist sowie als Keyboarder, arbeitete Jahl live und im Studio bisher in unterschiedlichsten Musikprojekten u. a. mit Künstlern wie David Graham, Toni Putrino, Thomas Battenstein oder der Sängerin und Schauspielerin Isabell Classen zusammen. Außerdem schrieb und produzierte er Musik für Trailer und Präsentationsfilme. In dem internationalen Projekt The Beatles Complete On Ukulele der New Yorker Produzenten Roger Greenawalt und David Barratt war er als einziger deutscher Künstler mit dem Song If I Needed Someone von George Harrison vertreten, den er in der deutschen Fassung mit dem Titel Wenn ich einmal jemanden brauche umtextete und einspielte. Weitere Musikveröffentlichungen folgten, u. a. das Album Café Deutschland. Zur Unterstützung seines Heimatvereins Fortuna Düsseldorf beim Aufstieg in die 1. Bundesliga im Jahr 2012 schrieb und produzierte er den Titel Sonne des Westens.
Im Jahr 2011 war Jahl in Roland Suso Richters Kinofilm Dschungelkind in einer Gastrolle als Lehrer zu sehen.
Christian Jahl lebt und arbeitet in Düsseldorf.

## Bücher
- Großstadtsommer. 100 Gedichte. Martin Werhand Verlag, Melsbach 2015, ISBN 978-3-943910-13-1.
- Zeitungsstand. 50 Gedichte. Martin Werhand Verlag, Melsbach 2016, ISBN 978-3-943910-28-5.

## Publikationen (Auswahl)
- Junge Lyrik – 50 Dichterinnen und Dichter. Anthologie, Martin Werhand Verlag, Melsbach 1999, ISBN 3-9806390-1-0.
- Meerbusch-Zeitsprünge. Sutton Verlag, Erfurt 2002, ISBN 3-89702-466-7
- Sting – Die Musik eines Rockstars. Ibidem Verlag, Hannover 2003, ISBN 3-89821-317-X

## Diskografie (Auswahl)

### Solo
- Sie ist weg[15]
- If I needed someone – Wenn ich jemanden brauche (dt. Titel)[16]
- Café Deutschland[17]
- Sonne des Westens[18]
- Große kleine Stadt[19]
- Songs aus dem Dachzimmer[20]
- Blau[21]

### Zusammenarbeit mit anderen Künstlern
- Kymera, Microcosm (Album 19514.1, LC 06191[22])
- Thomas Battenstein, Lines and Spaces (Album 19515.1, LC 06191[23])
- Tucholsky Reloaded – Für eine neue Generation, diverse Künstler[24]
- Die beste Kneipe der Welt, diverse Künstler[25]

## Filme
- Kinofilm Dschungelkind, Regie: Roland Suso Richter, UFA, 2011.[26]